# Wieloświat

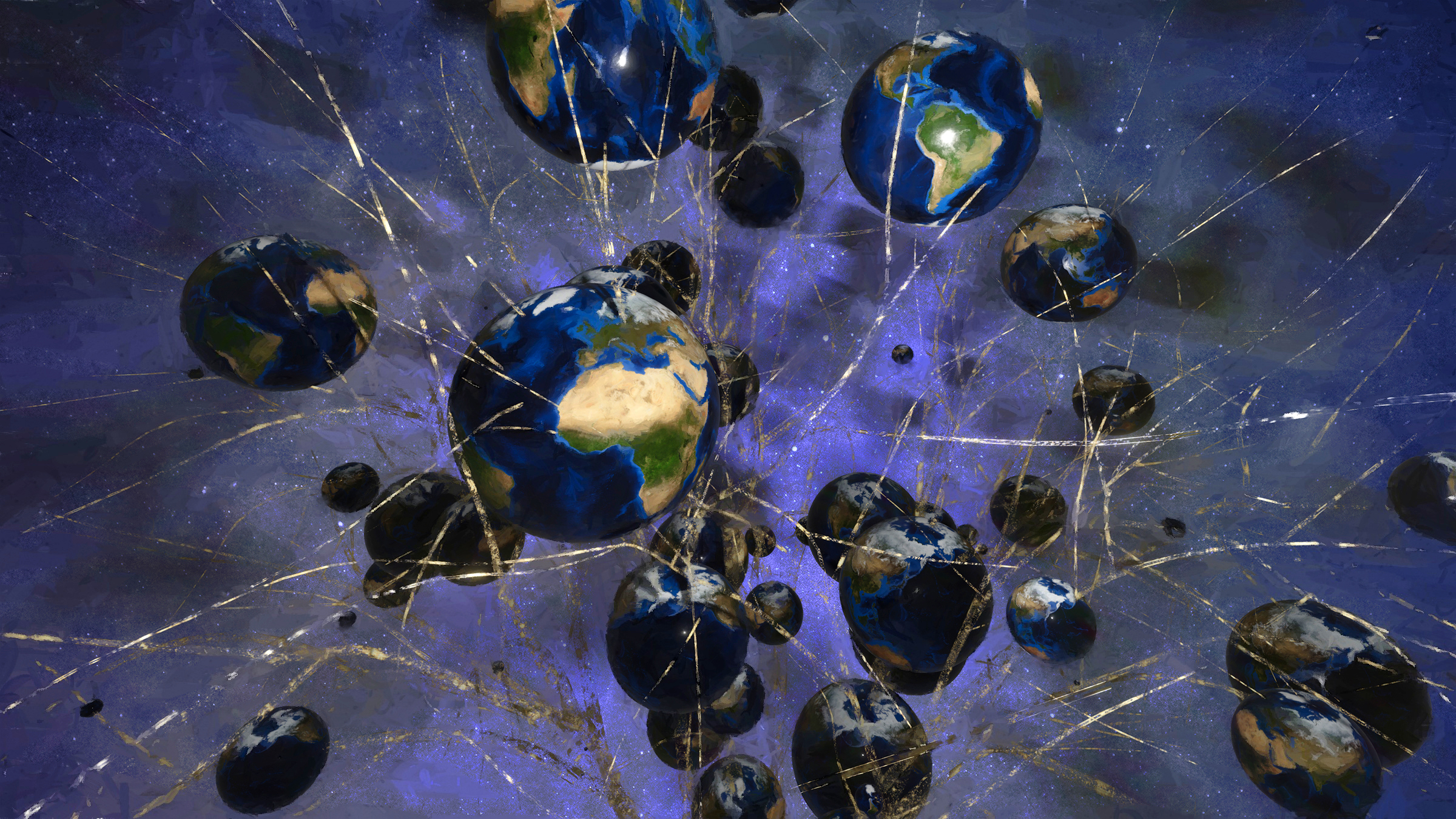
Artystyczna reprezentacja koncepcji światów równoległych

Wieloświat (metawszechświat, multiświat, multiwszechświat, superwszechświat, ultrawszechświat, multiwersum) – hipotetyczny zbiór wszelkich możliwych wszechświatów, zawierający w sobie wszystko inne (w tym wszystkie możliwe, potencjalne – niezależnie od rozważanych czasoprzestrzeni lub wymiarów, w których się znajdują – wszechświaty; w tym także tak zwane wszechświaty równoległe). Do powstania tej koncepcji doprowadziła idea istnienia innych wszechświatów oprócz naszego. Nie ma możliwości empirycznej kontroli nad innymi światami, a możliwości pośredniego testowania ich istnienia są znikome. Hipotezy wieloświatów należy rozumieć w dwóch znaczeniach: interpretacji kwantowej (Hugh Everett) i kosmologicznej, które oznaczają kompletnie inne zjawiska.

## Historia nazwy
Choć podobne koncepcje istniały już w starożytności, najczęściej używany dziś termin (ang. multiverse) został wymyślony w grudniu 1960 przez Andy’ego Nimmo, wówczas wiceprezesa Szkockiego Oddziału Brytyjskiego Towarzystwa Międzyplanetarnego na potrzeby odczytu o wieloświatowej interpretacji fizyki kwantowej, która opublikowana została w roku 1957. Odczyt ten miał miejsce w lutym 1961, kiedy to słowo oraz jego pierwotna definicja „widoczny wszechświat, którego wielokrotność stanowi całość wszechświata” zostały użyte po raz pierwszy. Definicja ta różniła się od obecnej dlatego, że definicją słowa 'wszechświat' było „wszystko, co istnieje”. „Uni” oznacza jeden, a „multi” wiele, więc według Nimmo wszystkie multiwersa składają się na jeden wszechświat.
Słowo używane było przez kilka lat zarówno poprawnie, jak i niepoprawnie. Pod koniec lat 60. XX wieku pisarz science fiction Michael Moorcock użył tego słowa do określenia zbioru wszystkich światów. Po przeczytaniu tej powieści, fizyk David Deutsch użył go w tym znaczeniu w pracy naukowej (m.in. rozwijającej kwantową hipotezę wielu światów Hugh Everetta III) o zbiorze wszystkich możliwych wszechświatów, odwrotnie do pierwotnej definicji Andy’ego Nimmo. Po opublikowaniu tej pracy, słowo to rozpowszechniło się wśród innych naukowców. Obecnie więc słowo „wszechświat” oznacza jeden świat, rządzący się określonymi prawami, zaś „wieloświat” jest hipotetycznym zbiorem wszystkich wszechświatów.

## Hipotezy naukowe

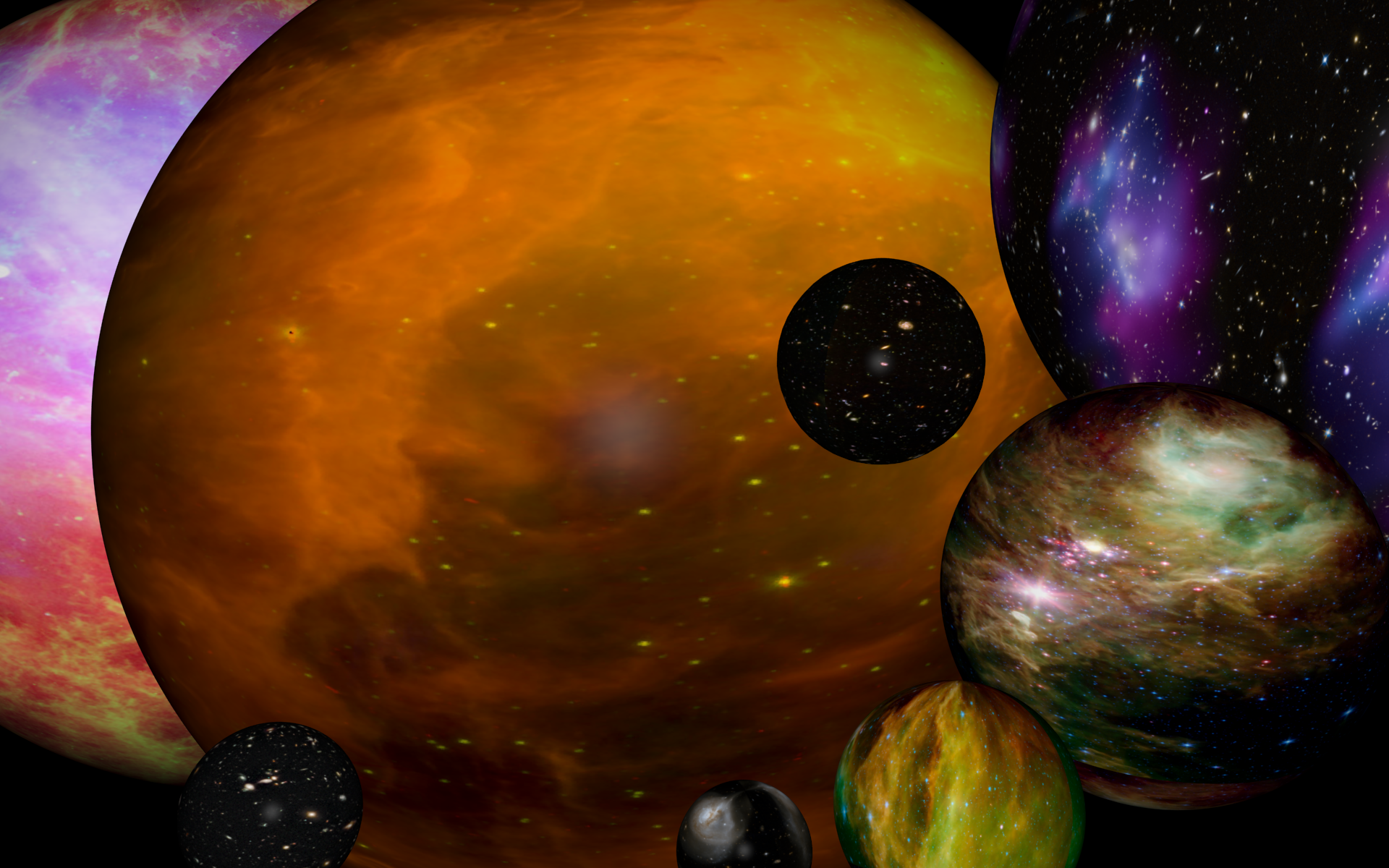
Artystyczna wizja Wieloświata

Według kwantowej hipotezy wielu światów Hugh Everetta III, nazywanej przez niego „Wieloświatową Interpretacją Mechaniki Kwantowej” (ang. The Many-Worlds Interpretation of Quantum Mechanics), wszystko co może się zdarzyć, zdarza się na pewno w którejś z odnóg rzeczywistości, która przypomina wielkie, rozgałęziające się w każdej chwili drzewo życia. U Everetta każdy stan superpozycji jest jednakowo realny, lecz zdarza się w innym, równoległym wszechświecie. Kwantowy multiwszechświat (termin zaproponowany przez Deutscha) jest jak rozgałęziające się w nieskończoność drzewo. Oznacza to między innymi, że i my, przebywający na takim drzewie, chcąc nie chcąc także się rozgałęziamy.
Zgodnie z jedną z interpretacji mechaniki kwantowej w tej przestrzeni znajdują się wszechświaty, które pochodzą od naszego wszechświata. Co chwila powstają w tej przestrzeni nowe uniwersa, za każdym razem, gdy powstaje we wszechświecie wybór (np. dana cząsteczka może poruszyć się kilkoma drogami i wtedy powstaje tyle nowych wszechświatów, ile jest możliwych dróg – a w każdym z nich cząsteczka porusza się po innej drodze).
We wszechświatach równoległych może istnieć nieskończona ilość kopii nas samych, które robią dokładnie to samo co my, albo ich historia życia przebiega zupełnie inaczej niż nasza.
Innego rodzaju multiwersum opisane zostało w 11-wymiarowym rozszerzeniu teorii strun zwanym M-teorią. Według tej hipotezy nasz i inne wszechświaty powstały w wyniku kolizji membran w przestrzeni 11-wymiarowej. W przeciwieństwie do wszechświatów w „multiwersum kwantowym” mogą one mieć zupełnie różne prawa fizyki.
Według obliczeń kosmologów-astrofizyków, prof. A.Linde i dr V.Vanchurin, z Uniwersytetu Stanforda w Kalifornii liczba takich wszechświatów może wynosić 1010107, jest to liczba, której nie da się zapisać w postaci dziesiętnej ze względu na liczbę zer większą od liczby atomów w obserwowalnym wszechświecie szacowanej na 1080.
Lee Smolin postawił tezę o istnieniu prawa kosmologicznej naturalnej selekcji działającej analogicznie do prawa doboru naturalnego, dominować mają wszechświaty tworzące najwięcej czarnych dziur jako najbardziej stabilne.
Tego typu hipotezy są jednak często krytykowane za niespełnianie zasady brzytwy Ockhama.
David Deutsch z uniwersytetu w Oksfordzie, jest zdania, że skierowanie wiązki światła na wąską szczelinę i obserwacja jego ugięcia dowodzi istnienia równoległych wszechświatów. Deutsch twierdzi, że cząstki światła (fotony) są odchylane pod wpływem innych, niewidocznych cząstek, które zachowują się dokładnie tak samo jak ich widzialne odpowiedniki. Rozciągałoby to światło na mechanikę kwantową w myśl której każdy neutron czy elektron posiada swojego „dublera”. Ów świat „cząstek-cieni” można by nazwać równoległym wszechświatem, mającym pewien wpływ na naszą dotykalną rzeczywistość. Zdaniem Deutscha, fizyczna rzeczywistość to miejsce, w którym równolegle istnieje wiele światów.
W 2007 r. tygodnik „Nature” uhonorował półwiecze hipotezy Everetta specjalnym wydaniem, a w Oksfordzie zorganizowano poświęcone jej sympozjum.
Według fizyka i założyciela zespołu Google Quantum AI Hertmuta Nevena, pogląd o istnieniu równoległych wszechświatów uwiarygadnia działanie nowego kwantowego chipu Willow, który dzięki prowadzeniu obliczeń w równoległych wszechświatach zdołał rozwiązać złożony problem matematyczny w czasie poniżej pięciu minut, podczas gdy tradycyjnym superkomputerom zajęło by to 10 septylionów lat. Astrofizyk i pisarz naukowy Ethan Siegel potępił jednak Google za to stwierdzenie oskarżając firmę o „łączenie niepowiązanych ze sobą koncepcji”.

### Hipoteza powstania Wszechświata w oparciu o koncepcję wieloświatów
Twórcami tej hipotezy, zwanej „kosmicznym ogniem” bądź Teorią Wielkiej Kraksy, są naukowcy z uniwersytetów w Cambridge i Princeton – Paul Steinhardt i Neil Turok. Według nich, na początku kosmos był pustym i zimnym miejscem. Nie istniały czas, energia ani materia. Następnym zdarzeniem miało być zderzenie dwóch położonych obok siebie płaskich wszechświatów, które zainicjowało „wielki pożar”. Powstała wówczas energia wywołała Wielki Wybuch. Twórcy tej teorii tłumaczą nią także obecne rozszerzanie się Wszechświata.

## Wieloświaty w religii
Istnienie wieloświata zakładają wyznawcy niektórych religii, na przykład mormoni czy choćby część rodzimowierców słowiańskich. Dopuszcza je również wielu teologów chrześcijańskich. Wiele religii jednak kategorycznie odrzuca lub nie zajmuje w tej kwestii jednoznacznego stanowiska, w związku z teologicznymi sprzecznościami z tego wynikającymi (np. brak możliwości jednoznacznego osądzenia osoby, która w zależności od rozpatrywanego wszechświata równoległego podejmować może różne wybory i decyzje). W Kościele katolickim np. każdy człowiek ma tylko jedno życie doczesne, po którego utracie poddany zostanie tzw. Sądowi Ostatecznemu (podobnie, z analogicznego powodu, część systemów wyznaniowych odrzuca np. reinkarnację – tzw. brak drugiej szansy).

### Wisznuizm (hinduizm)
W najważniejszej monoteistycznej religii hinduizmu, wisznuizmie (krysznaizmie) naucza się, że istnieją dwa światy – wieczny duchowy (Królestwo Boga) oraz materialny wieloświat podlegający cyklicznej kreacji i destrukcji.

#### Tworzenie
Proces tworzenia materialnych światów jest dość złożony. Najwyższa Osoba Boga, Kryszna, ekspanduje w swoją formę Mahawisznu leżący na tzw. Oceanie Przyczyn (zarządza on guną sattwa). Z porów ciała Mahawisznu emanują z oddechem rozłączne materialne wszechświaty. Wszechświaty te rozwijają się z zarodków do rozwiniętych postaci. Pierwotna przyczyna materialnych elementów nazywana jest w sanskrycie pradhaną a z niej pochodzi mahat-tattva – suma materialnych elementów. Materialne stworzenie składa się z subtelnych (umysł, inteligencja, fałszywe ego) i ciężkich elementów/żywiołów (ziemia, woda,ogień, powietrze, eter). Cięższe elementy rozwijają się z elementów lżejszych. Następnie Bóg jako Garbhodakaśaji w swojej ekspansji wchodzi do każdego z materialnych wszechświatów, zwanych Brahmanda. W tym czasie każdy wszechświat nie posiada form (ciał istot). W każdym z wszechświatów rodzi się następnie pierwsza żywa istota, której pozycja jest określana jako Brahma (zarządca guny radźas), otrzymuje ona w procesie medytacji wiedzę od Boga i stwarza wszystkie istniejące formy. Materialne stworzenie jest zapładniane duchowymi istotami (duszami) przez spojrzenie Wisznu (Kryszny).

#### Utrzymywanie
Wszechświaty trwają określony czas i w czasie tzw. nocy Brahmy ulegają częściowej destrukcji.

#### Unicestwienie
Pod koniec życia Brahmów materialne wszechświaty ulegają ostatecznemu zniszczeniu, które dokonywane jest przez Śiwę (ekspansję Wisznu zrodzoną z umysłu Brahmy i opiekuna guny tamas). W czasie destrukcji materialnych światów podnosi się ich temperatura. Materialne wszechświaty są zapełnione planetami, klasyfikowanymi jako niebiańskie, średnie oraz piekielne. Świat duchowy także składa się z planet. Wyższe planety można także interpretować jako wyższe, niedostrzegalne ziemskimi zmysłami wymiary. Życie jako energia wyższa Boga w odróżnieniu od martwej materii (mahat-tatvy) jest obecne wszędzie. Wyjaśnienia można znaleźć w Bhagawadgicie oraz Śrimad-Bhagavatam.

### Buddyzm
Buddyzm naucza, że istnieje wiele wszechświatów, które mają okresy swojego powstawania, trwania i zaniku, gdy istnieją ku temu odpowiednie warunki w zgodzie z kolektywnym prawem przyczynowo-skutkowym karma czujących istot mających przebywać w tych wszechświatach. Pomiędzy istnieniem tych wszechświatów są ciemne okresy nieistnienia, kiedy ze względu na brak odpowiednich warunków przyczynowo-skutkowych występuje jedynie potencjał dla stworzenia wszechświatów. Obecny okres istnienia wszechświata tradycyjnie nazwany jest w buddyzmie jako bardzo pomyślny, gdyż pojawi się w nim tysiąc w pełni oświeconych istot tzn. buddów, a historycznym i obecnym buddą jest Siakjamuni urodzony w Indiach, czwarty w kolejności z owych buddów.

## Wieloświaty w kulturze masowej
Multiwersa występują często w utworach science fiction i fantasy. Do najbardziej znanych należą:
- „cienie” w Kronikach Amberu Rogera Zelaznego,
- „sfery” w grze Dungeons & Dragons,
- wieloświat cyklu powieści Michaela Moorcocka o Elriku,
- tytułowa „Długa Ziemia” w cyklu powieściowym Terry’ego Pratchetta i Stephena Baxtera,
- multiwersum komiksów Marvela, zaadaptowane na potrzeby adaptacji, np. Doktor Strange w multiwersum obłędu, Loki, Spider-Man: Poprzez multiwersum.
- równoległe Ziemie i światy "zjazdu" w serialu Sliders.